# Catocala selecta
Catocala selecta là một loài bướm đêm trong họ Erebidae.